# Love (井口裕香のアルバム)
『Love』（ラブ）は、井口裕香の1stミニアルバム。2017年11月15日発売。発売元はワーナー・ブラザース・ホームエンターテイメント。

## 解説
前作『az you like...』から1年4カ月ぶりのアルバムリリースで、自身初となるミニアルバム。2018年2月のアーティストデビュー5周年に向けて、“過去・現在・未来”をテーマに、縁のあるアーティストに楽曲提供を受けた。全曲ノンタイアップとなっている。
アーティスト盤(CD+特典DVD)、通常盤(CDのみ)の2形態で発売された。アーティスト盤には「井口裕香ギタリストへの道(仮)」及びアルバムメイキング映像が収録されたDVDと、特製トレカが封入特典として付属している。
発売日の2017年11月15日には、発売記念特番がYouTube Liveにて生配信された。
また、このミニアルバムを引っ提げ、後述のライブイベント『井口裕香 Fan Meeting Tour 2017 “Love”』も開催された。

## 収録曲
| #  | タイトル                   | 作詞           | 作曲           | 編曲                 | 時間 |
| -- | -------------------------- | -------------- | -------------- | -------------------- | ---- |
| 1. | 「キミとボク」             | 井口裕香       | 渡辺翔         | 佐々木裕             | 3:28 |
| 2. | 「奇跡」                   | 野田愛実       | 野田愛実       | 倉内達矢             | 4:46 |
| 3. | 「めっちゃ好っきゃもん！」 | 鷲崎健         | 鷲崎健         | 杉浦"ラフィン"誠一郎 | 3:38 |
| 4. | 「陽だまりのように」       | 高橋美佳子(BB) | 高橋美佳子(BB) | 森空青(BB)           | 3:50 |
| 5. | 「さらば29」               | 佐伯youthK     | 佐伯youthK     | 大久保薫             | 3:48 |
| 6. | 「Bye Bicycle」            | zopp           | 根本優樹       | 渡辺拓也             | 5:13 |

### 特典DVD
井口裕香が兼ねてより挑戦したいと言っていたギターに奮闘する企画「井口裕香ギタリストへの道(仮)」、アルバムメイキング映像を約45分収録。
1. 井口裕香ギタリストへの道(仮)
2. Behind the Scenes of “Love”

## ライブイベント
『井口裕香 Fan Meeting Tour 2017 “Love”』は、2017年11月26日から2018年2月17日までの間に全7カ所8公演で開催されたライブイベントである。井口にとって初めてのファンミーティングツアーとなった。
このライブイベントは、トーク部分とライブ部分で構成されており、トーク部分ではランダムに決まったテーマをもとに井口がトークを進めるコーナーと、Twitterで事前に募集していたアンケートをもとに井口がトークを展開する企画が行われた。
ゲスト・アーティストとして、日本橋公演に鷲崎健、品川公演に野田愛実が登場した。

### 歌唱曲
『Love』収録の全6曲と、8thシングル「RE-ILLUSION」よりカップリング曲の2曲「ワン・オブ・ワンダーランド」「JOURNEY」が全公演共通で歌唱された。
また、『Love』のCD版にボーナス・トラックとして収録されている「キミのチカラ」も、井口自身による弾き語りで演奏された。静岡公演では、公演日がクリスマス・イヴということで「きよしこの夜」の弾き語りも披露している。
この他に、各公演限定曲が2曲組み込まれた。このうち1曲は、デビュー曲から「RE-ILLUSION」までのシングル曲を公演順に1曲ずつ選曲している。各公演限定曲は、以下の表の通りである。
ツアー・ファイナルのみアンコールがあり、弾き語りでない「キミのチカラ」を改めて歌唱した。
| 会場名                          | 公演限定曲1（シングル曲）       | 公演限定曲2      |
| ------------------------------- | ------------------------------- | ---------------- |
| ランドマークホール（神奈川県）  | Shining Star-☆-LOVE Letter      | Open Sesame!     |
| 岐阜 club G（岐阜県）           | Grow Slowly                     | Open Sesame!     |
| Live House 浜松 窓枠（静岡県）  | rainbow heart ♡ rainbow dream ☆ | Strike my soul   |
| 日本橋三井ホール（東京都）      | Hey World                       | Radio Prayer     |
| 新潟県民会館 小ホール（新潟県） | リトルチャームファング          | in flames        |
| ジーベックホール（兵庫県）      | 変わらない強さ                  | POPCORN SMILE    |
| 高松 festhalle（香川県）        | Lostorage                       | Valentine Eve    |
| 品川 THE GRAND HALL（東京都）   | RE-ILLUSION                     | 夕立ちセレナード |

### その他
- 2018年3月20日に、YouTube Liveにて打ち上げ特番放送が行われた。